# Greenwoodochromis bellcrossi
Greenwoodochromis bellcrossi är en fiskart som först beskrevs av Poll, 1976.  Greenwoodochromis bellcrossi ingår i släktet Greenwoodochromis och familjen Cichlidae. IUCN kategoriserar arten globalt som livskraftig. Inga underarter finns listade i Catalogue of Life.